# Abdullah Al-Rashidi
Abdullah Al-Rashidi (21 de agosto de 1963) é um atirador esportivo kuwaitiano, medalhista olímpico.

## Carreira
Abdullah Al-Rashidi competiu em Olimpíadas de 1996 a 2016. São seis jogos consecutivos.

### Rio 2016
Abdullah Al-Rashidi nas Olimpíadas de 2016, ele foi como atleta independente, devido a uma punição do Comitê Olímpico Internacional - COI - frente ao Kuwait. Desportivamente ele conquistou sua primeira medalha, a medalha de bronze, no skeet.
Por atirar com a bandeira do COI, usada por refugiados e atletas independentes, Abdullah Al-Rashidi caiu nas graças da torcida brasileira durante a final. Carinhosamente chamado de "Bigode", retribuía os calorosos aplausos a cada prato quebrado com uma reverência.